# Росарио Флорес
Росарио Флорес (шп. Rosario Flores; рођена 4. новембра 1963) је шпанска певачица која је два пута освојила Латино Греми.

## Биографија
Рођена је 4. новембра 1963. у Мадриду као ћерка Антонија Гонзалеса и Лоле Флорес. Сестра је певачице Лолите Флорес и кантаутора Антонија Флореса. Има ћерку са бившим дечком Карлосом Орељаном. Њен други син, Педро Антонио, је рођен 21. јануара 2006. када и његова бака. Са његовим оцем, Педром Ласагом се упознала на снимању филма Педра Алмодовара Причај са њом 2001. године.

## Награде
Латино Греми сваке године додељује Латинска академија дискографске уметности и науке у Сједињеним Америчким Државама. Флорес је освојила две награде из седам номинација.
| Година | Песма             | Награда                             | Резултат  |
| ------ | ----------------- | ----------------------------------- | --------- |
| 2000.  | Jugar a la Locura | Најбољи женски рок вокални наступ   | Номинован |
| 2002.  | Muchas Flores     | Најбољи женски поп вокални албум    | Победио   |
| 2004.  | De Mil Colores    | Најбољи женски поп вокални албум    | Победио   |
| 2006.  | Contigo Me Voy    | Најбољи женски поп вокални албум    | Номинован |
| 2008.  | Parte de Mi       | Најбољи женски поп вокални албум    | Номинован |
| 2010.  | Cuéntame          | Најбољи женски поп вокални албум    | Номинован |
| 2014.  | Rosario           | Најбољи савремени поп вокални албум | Номинован |

## Дискографија
- De Ley (1992)
- Siento (1995)
- Mucho Por Vivir (1996)
- Jugar a la Locura (1999)
- Muchas Flores (2001)
- De Mil Colores (2004)
- Contigo Me Voy (2006)
- Parte de Mí (2008)
- Cuéntame (2009, за једанаесту сезону шпанске телевизијске серије Испричај ми како је било)
- Raskatriski (2011)
- Rosario (2013)
- Gloria a ti (2016)